# Otto Fog-Petersen
Otto Fog-Petersen (20. august 1914 i Nibe – 10. juni 2003 i Melby) var en dansk journalist, der var chefredaktør for Berlingske Aftenavis og senere Weekendavisen.
Fog-Petersen var student fra Sorø Akademi, blev udlært på Jydske Tidende, og kom i 1937 til Berlingske Tidende. Han blev i 1951 ansvarshavende chefredaktør for Berlingske Aftenavis, der gik ind i 1971, da postvæsenet sløjfede aftenomdelingen. Fog-Petersen stod i spidsen for omlægningen til ugeavis, der i første omgang fik navnet Weekendavisen Berlingske Aften. Han trådte i 1973 et skridt tilbage og blev skrivende medredaktør og overlod chefredaktørposten til Henning Fonsmark. Han gik på pension i 1978.